# Piteraq
Piteraq är namnet på en katabatisk vind som uppstår på Grönlands glaciärisar och sveper ner över Grönlands östkust. På grönländska har ordet "piteraq" betydelsen: "det som överfaller dig".  En katabatisk vind består av mycket kall luft. Fenomenet uppkommer oftast vid kalla och vindstilla nätter. Den nedkylda luftmassan dras med gravitationen ned i till exempel raviner eller klyftor. På Grönland ligger den typiska vindhastigheten mellan 50 och 80 m/s på vintern. På sommaren brukar den dock bara ligga mellan 20 och 40 m/s.